# Monte Ibu
Monte Ibu (en indonesio: Gunung Ibu) es un estratovolcán situado en la costa noroeste de la isla de Halmahera, en Indonesia. La cumbre se trunca y contiene cráteres anidados. El cráter interior es de 1 km de ancho y 400 m de profundidad, mientras que el exterior es de 1,2 km de ancho. Un cono parásito grande se encuentra en el noreste de la cumbre y uno más pequeño en el suroeste. Este último alimenta un flujo de lava por el flanco oeste. Un grupo de maars se encuentran en la parte oeste y norte del volcán.